# Le Grand Jeu (bande dessinée)
Pour les articles homonymes, voir Le Grand Jeu.
Le Grand Jeu est une série de bande dessinée uchronique et de science-fiction.
- Scénario : Jean-Pierre Pécau
- Dessins : Léo Pilipovic
- Couleurs : Thorn

## Synopsis
En 1945, dans une uchronie, les Alliés ont pu stopper l'invasion allemande suffisamment longtemps pour que l'Union soviétique attaque l'Allemagne en 1941, forçant cette dernière à négocier une paix séparée.
En 1945, les Soviétiques sont aux portes de Berlin ; à Paris, à la suite de la disparition du dirigeable Charles de Gaulle au-dessus du pôle nord, le journaliste Nestor Serge, ancien pilote de guerre, se retrouve impliqué dans une mission au cœur de l'Allemagne en guerre, impliquant des projets secrets et des phénomènes occultes.
Au cours des tomes suivants, il poursuit son enquête en Indochine, puis en Algérie.

## Albums
| Tome | Titre           | Publication    | ISBN              | Synopsis |
| ---- | --------------- | -------------- | ----------------- | --- |
| 1    | Ultima Thule    | septembre 2007 | 978-2-7560-0294-1 | 1945. La seconde guerre mondiale est terminée depuis 4 ans. Elle a abouti à la victoire des Alliés et à la paix séparée avec l’Allemagne nazie. Tandis que l’heure est à la méfiance vis-à-vis de l’Union Soviétique, le Charles de Gaulle, fleuron de la flotte dirigeable d'Air France, a disparu quelque part au nord du Groenland. Le reporter Nestor Serge, de France Soir, est chargé d'accompagner l'expédition de secours… |
| 2    | Les Dieux Noirs | avril 2008     | 978-2-7560-0936-0 | Après une suite fortuite d'événements, Nestor Serge a enfin embarqué pour l'expédition de secours du dirigeable disparu au nord du Groenland. Sur place, le reporter est pris en charge par Angus, un agent écossais, afin de préparer leur entrée dans la Zone. Celle-ci est sous l'emprise de puissants phénomènes... phénomènes évoqués auparavant par un certain Lovecraft                                                     |
| 3    | La Terre creuse | août 2009      | 978-2-7560-1141-7 | Le jour pâle se lève sur la banquise. Prisonnier de ce paysage de glace, Nestor Serge est à l'aube de découvrir le secret de la Zone : une base nazie qui expérimente les soucoupes volantes. Mais pour l'heure, le journaliste doit penser à son évasion. Il tente un rapprochement avec sa compagne de cellule, sans succès. La libération viendra de son ami Bergier et du sous-marin "Octobre rouge"...                        |
| 4    | Indochine       | novembre 2010  | 978-2-7560-1690-0 | À peine revenu à Paris, Nestor Serge de France Soir doit déjà s'envoler pour l'Orient mystérieux et la Cochinchine. Là-bas, l'Empire français et le monde civilisé doivent faire face à leur plus grande menace. Mais si le monde civilisé ne l'était pas tant que ça ? C'est en tout cas ce que pense André Malraux qui accueille le journaliste à Saigon. Pour Nestor, une nouvelle aventure commence !                          |
| 5    | Le Roi Dragon   | novembre 2011  | 978-2-7560-2443-1 | Hauts plateaux du Tonkin, Indochine française. Luttant en plein cœur de la jungle luxuriante, Nestor Serge et Robert Capa emboîtent le pas à une colonne de soldats menée par le capitaine Bigeard. Ils remontent la Rivière Noire sur la piste des mystérieux papillons carnivores, mais ils sont loin de se douter que d'autres créatures avec un air de déjà vu seront également au rendez-vous.                                |
| 6    | Antinéa         | avril 2013     | 978-2-7560-3066-1 | Nestor est envoyé en Algérie pour élucider la disparition du lieutenant de Saint-Avit et du capitaine Morhange. Afin de ne pas éveiller les soupçons des militaires sur la réalisation de ce reportage, France Soir organise une grande course de voitures à travers le Sahara. Dans les sables du désert, au cœur du royaume de la reine Antinéa, Nestor aura peut-être la révélation du secret de la Terre creuse...             |

## Publication

### Éditeurs
- Delcourt : tomes 1 à 6 (première édition des tomes 1 à 6).